# Nurul Faizah Mazlan
Nurul Faizah Asma Mazlan (* 4. Juli 1991) ist eine malaysische Sprinterin und Hürdenläuferin, die sich auf die 400-Meter-Distanz spezialisiert hat.

## Sportliche Laufbahn
Erste internationale Erfahrungen sammelte Nurul Faizah Mazlan im Jahr 2007, als sie bei den Jugendweltmeisterschaften in Ostrava im 400-Meter-Lauf mit 59,90 s in der ersten Runde ausschied. 2013 nahm sie erstmals an den Südostasienspielen in Naypyidaw teil und belegte dort in 56,94 s den siebten Platz und wurde in der 4-mal-100-Meter-Staffel disqualifiziert und erreichte mit der 4-mal-400-Meter-Staffel in 3:45,10 min Rang fünf. Zwei Jahre später wurde sie bei den Südostasienspielen in Singapur 55,64 s Fünfte und gewann mit der 4-mal-400-Meter-Staffel in 3:39,10 min die Bronzemedaille hinter den Teams aus Vietnam und Thailand. 2017 scheiterte sie bei den Asienmeisterschaften in Bhubaneswar mit 63,69 s im 400-Meter-Hürdenlauf im Vorlauf. Anschließend belegte sie bei den Südostasienspielen in Kuala Lumpur in 62,31 s den fünften Platz im Hürdenlauf und erreichte über 400 Meter in 57,10 s Rang sechs und gewann mit der 4-mal-400-Meter-Staffel in 3:43,31 min die Bronzemedaille hinter Vietnam und Thailand.
2019 schied sie bei den Südostasienspielen in Capas im 200-Meter-Lauf mit 25,00 s in der ersten Runde aus und belegte mit der Staffel in 3:47,00 min Rang fünf.
2012, 2013 und 2019 Mazland malaysische Meisterin im 400-Meter-Lauf sowie 2018 im 400-Meter-Hürdenlauf und 2019 auch über 200 Meter.

## Persönliche Bestleistungen
- 200 Meter: 25,00 s (0,0 m/s), 7. Dezember 2019 in Capas
- 400 Meter: 54,73 s, 2. Oktober 2016 in Kuala Lumpur
- 400 m Hürden: 62,31 s, 22. August 2017 in Kuala Lumpur